# Цзиньпин (уезд)
Цзиньпи́н (кит. упр. 锦屏, пиньинь Jǐnpíng) — уезд Цяньдуннань-Мяо-Дунского автономного округа провинции Гуйчжоу (КНР).

## История
Уезд Цзиньпин был создан во времена империи Цин в 1727 году. В 1832 году он был присоединён к уезду Кайтай (开泰县). После Синьхайской революции власти уезда Кайтай в 1913 году переехали в волость Цзиньпин, и уезд Кайтай был переименован в Цзиньпин.
После вхождения этих мест в состав КНР в 1950 году был создан Специальный район Чжэньюань (镇远专区), и уезд вошёл в его состав. В 1956 году Специальный район Чжэньюань был расформирован, и был образован Цяньдуннань-Мяо-Дунский автономный округ; уезд вошёл в состав нового автономного округа. В 1958 году к уезду Цзиньпин был присоединён уезд Тяньчжу, но в 1961 году он был воссоздан.

## Административное деление
Уезд делится на 7 посёлков и 8 волостей.

## Экономика
В 2017 году местные власти приняли решение о развитии гусеводства в лесных угодьях, определив его как приоритетную отрасль уезда Цзиньпин. С 2019 года были инвестированы средства в строительство гусиных ферм и цехов по обработке перьев.
Уезд Цзиньпин является крупнейшим центром по производству воланов для бадминтона, на него приходится десятая часть мирового рынка. Воланы из Цзиньпина продаются в более чем 60-ти странах мира. В районе экономического развития уезда Цзиньпин расположен промышленный парк компании RSL — крупнейшего в мире производителя воланов. По состоянию на 2021 год ежедневно компания производила 120 тыс. воланов и обрабатывала 5 млн гусиных перьев весом более 3 тонн. В парке работали более 4 тыс. человек, ежегодный объём производства составлял 1 млрд юаней (около 154,39 млн долл. США).
По состоянию на 2024 год в уезде ежегодно выращивали 1 млн голов гусей, чем занимались 16 тыс. семей; в местном промышленном парке действовали 14 предприятий, выпускавших воланы, ракетки, спортивную форму и аксессуары для бадминтона; совокупная годовая стоимость продукции всей производственной цепочки превышала 1 млрд юаней (почти 138 млн долл. США).

### Туризм
В уезде активно развивается спортивный и зелёный туризм: гости посещают турниры по бадминтону, древний город Лунли и деревню народности мяо.